# Équipe de France de rugby à XV en 1967
L'équipe de France de rugby à XV, en 1967, dispute quatre matchs lors du tournoi des Cinq Nations, entrecoupé par un match face à l'Italie. Elle se rend ensuite en Afrique du Sud où elle affronte à quatre reprises les Springboks. En novembre, elle affronte les All Blacks en tournée en Europe puis finit l'année par un match face à la Roumanie.

## Le Tournoi des cinq Nations
voir Tournoi des cinq nations 1967 et La France dans le tournoi des cinq nations 1967

## Tableau des matchs
| Date             | Lieu                | Adversaire       | Score   | Type              | l'Équipe |
| 14 janvier 1967  | Colombes            | Écosse           | D 8-9   | Tournoi 5 Nations | Claude Lacaze - Bernard Duprat, Claude Dourthe, Jo Maso, Christian Darrouy (cap) - (o) Jean Gachassin, (m) Jean-Claude Lasserre - Christian Carrère, André Herrero, Jean Salut - Benoît Dauga, Walter Spanghero - Arnaldo Gruarin, Jean-Michel Cabanier, Jean-Claude Berejnoï - 2 Essais (Duprat, Carrère) - 1 Transformation (Gachassin) - |
| 11 février 1967  | Colombes            | Australie        | V 20-14 | Test-match        | Jean Gachassin - Bernard Duprat, Claude Dourthe, Jean-Pierre Mir, Christian Darrouy (cap) - (o) Guy Camberabero, (m) Lilian Camberabero - Christian Carrère, André Herrero, Michel Sitjar - Benoît Dauga, Walter Spanghero - Arnaldo Gruarin, Jean-Michel Cabanier, Jean-Claude Berejnoï - 1 Essai (L. Camberabero) - 1 Transformation (G. Camberabero) - 4 Pénalités (G. Camberabero) - 1 Drop (G. Camberabero) -                                                               |
| 25 février 1967  | stade de Twickenham | Angleterre       | V 12-16 | Tournoi 5 Nations | Claude Lacaze - Bernard Duprat, Claude Dourthe, Jean-Pierre Lux, Christian Darrouy (cap) - (o) Guy Camberabero, (m) Lilian Camberabero - Christian Carrère, André Herrero, Michel Sitjar - Benoît Dauga, Walter Spanghero - Arnaldo Gruarin, Jean-Michel Cabanier, Jean-Claude Berejnoï - 2 Essais (Duprat, Dourthe) - 2 Transformations (G. Camberabero) - 1 Pénalité (G. Camberabero) - 1 Drop (G. Camberabero)                                                                |
| 26 mars 1967     | Toulon              | Italie           | V 60-13 | Test -match       | Pierre Villepreux - Michel Arnaudet, Jean Gachassin, Jean-Pierre Lux, Christian Darrouy (cap) - (o) Guy Camberabero, (m) Lilian Camberabero - Jean-Joseph Rupert, André Herrero, Michel Sitjar - Benoît Dauga, Jacques Fort - Arnaldo Gruarin, Jean-Michel Cabanier, Jean-Claude Berejnoï - 11 Essais (Arnaudet - 3, Gachassin - 2, Lux, Darrouy, Cabanier, Dauga, Sitjar, Rupert) - 9 Transformations (G. Camberabero) - 2 Pénalités (G. Camberabero) - 1 Drop (G. Camberabero) |
| 1er avril 1967   | Colombes            | Galles           | V 20-14 | Tournoi 5 Nations | Jean Gachassin - Michel Arnaudet, Claude Dourthe, Jean-Pierre Lux, Christian Darrouy (cap) - (o) Guy Camberabero, (m) Lilian Camberabero - Christian Carrère, Benoît Dauga, Michel Sitjar - Élie Cester, Jacques Fort - Arnaldo Gruarin, Jean-Michel Cabanier, Jean-Claude Berejnoï - 3 Essais (Dourthe, G. Camberabero, Dauga) - 1 Transformation (G. Camberabero) - 2 Pénalités (G. Camberabero) - 1 Drop (G. Camberabero) -                                                   |
| 16 avril 1967    | Dublin              | Irlande          | V 6-11  | Tournoi 5 Nations | Pierre Villepreux - Jean Gachassin, Claude Dourthe, Jean-Pierre Lux, Christian Darrouy (cap) - (o) Guy Camberabero, (m) Lilian Camberabero - Christian Carrère, Benoît Dauga, Michel Sitjar - André Herrero, Jacques Fort - Arnaldo Gruarin, Jean-Michel Cabanier, Jean-Claude Berejnoï - 1 Essai (Cabanier) - 1 Transformation (G. Camberabero) - 2 Drops (G. Camberabero) - |
| 15 juillet 1967  | Durban              | Afrique du Sud   | D 26-3  | Test-match        | Claude Lacaze - André Quilis, Claude Dourthe, Jean-Pierre Lux, Christian Darrouy (cap) - (o) Guy Camberabero, (m) Marcel Puget - Christian Carrère, Benoît Dauga, Michel Sitjar - Jacques Fort, Walter Spanghero - Jean-Michel Esponda, Jean-Michel Cabanier, André Abadie - 1 Essai (Dourthe) - |
| 22 juillet 1967  | Bloemfontein        | Afrique du Sud   | D 16-3  | Test-match        | Pierre Villepreux - Bernard Duprat, Claude Dourthe, Jean-Pierre Lux, Christian Darrouy (cap) - (o) Jean-Louis Dehez, (m) Gérard Sutra - Walter Spanghero, Benoît Dauga, Michel Sitjar - Jacques Fort, Alain Plantefol - Jean-Michel Esponda, Jean-Claude Malbet, Michel Lasserre - 1 Pénalité (Villepreux) - |
| 29 juillet 1967  | Johannesburg        | Afrique du Sud   | V 14-19 | Test-match        | Claude Lacaze - Bernard Duprat, Claude Dourthe, Jean Trillo, Jacques Londios - (o) Guy Camberabero, (m) Marcel Puget - Walter Spanghero, Michel Lasserre, Christian Carrère - Benoît Dauga, Alain Plantefol - Jacques Fort, Jean-Michel Cabanier, André Abadie - 2 Essais (Trillo, Cabanier) - 2 Transformations (G. Camberabero) - 1 Pénalité (Lacaze) - 2 Drops (G. Camberabero) -                                                                                             |
| 12 août 1967     | Le Cap              | Afrique du Sud   | N 6-6   | Test-match        | Claude Lacaze - Jacques Crampagne, Jean Trillo, Jean-Pierre Lux, Christian Darrouy (cap) - (o) Guy Camberabero, (m) Marcel Puget - André Quilis, Walter Spanghero, Christian Carrère - Benoît Dauga, Alain Plantefol - Jacques Fort, Jean-Claude Malbet, André Abadie - 1 Essai (Spanghero) - 1 Pénalité (G. Camberabero) |
| 25 novembre 1967 | Colombes            | Nouvelle-Zélande | D 15-21 | Test-match        | Pierre Villepreux - Jean-Michel Capendeguy, Claude Dourthe, Jean Trillo, André Campaes (cap) - (o) Jean Gachassin, (m) Marcel Puget - Christian Carrère (cap) , Walter Spanghero, André Quilis - Benoît Dauga, Alain Plantefol - Arnaldo Gruarin, Jean-Michel Cabanier, André Abadie - 1 Essai (Campaes) - 3 Pénalités (Villepreux) - 1 Drop (Gachassin) - |
| 10 décembre 1967 | Nantes              | Roumanie         | V 11-3  | Test-match        | Claude Lacaze - Jean-Michel Capendeguy, Jean-Pierre Lux, Jean Trillo, Jean-Jacques Lenient (cap) - (o) Jo Maso, (m) Jean-Henri Mir - Christian Carrère, André Herrero, Jean-Joseph Rupert - Benoît Dauga, Alain Plantefol - Jean-Michel Esponda, Jean-Michel Cabanier, Jean-Claude Berejnoï - 1 Essai (Capendeguy) - 1 Transformation (Lacaze) - 1 Pénalité (Lacaze) - 1 Drop (Lacaze) -                                                                                         |